# Simulium starmuhlneri
Simulium starmuhlneri es una especie de insecto del género Simulium, familia Simuliidae, orden Diptera.
Fue descrita científicamente por Grenier & Grjebine, 1964.